# 葡式甘蓝汤
葡式土豆甘蓝汤（Caldo verde），澳門稱薯蓉青菜湯，是一道葡萄牙风味菜式，主要在重大节日烹制。基本烹饪材料为：土豆、菜用羽衣甘藍、橄榄油、盐，可额外添加蒜、洋葱，常常配当地几款火腿肠进食。这道菜随着葡萄牙移民出现到其他国家和地区，加拿大渥太华的一些葡萄牙移民会在感恩节时烹制这道美食。
Verde 在罗曼语中为“绿色的”，有人将这道汤命名为葡萄牙翡翠汤。